# Доннеллсон (Айова)
Доннеллсон (англ. Donnellson) — місто (англ. city) в США, в окрузі Лі штату Айова. Населення — 885 осіб (2020).

## Географія
Доннеллсон розташований за координатами 40°38′39″ пн. ш. 91°33′42″ зх. д. / 40.64417° пн. ш. 91.56167° зх. д. (40.644154, -91.561585).  За даними Бюро перепису населення США в 2010 році місто мало площу 3,27 км², уся площа — суходіл.

## Демографія
Згідно з переписом 2010 року, у місті мешкало 912 осіб у 378 домогосподарствах у складі 226 родин. Густота населення становила 279 осіб/км².  Було 415 помешкань (127/км²).
Расовий склад населення:
| - 99,0 % — білих - 0,2 % — азіатів - 0,1 % — корінних американців - 0,1 % — чорних або афроамериканців |

До двох чи більше рас належало 0,5 %. Частка іспаномовних становила 0,4 % від усіх жителів.
За віковим діапазоном населення розподілялося таким чином: 24,2 % — особи молодші 18 років, 55,6 % — особи у віці 18—64 років, 20,2 % — особи у віці 65 років та старші. Медіана віку мешканця становила 41,1 року. На 100 осіб жіночої статі у місті припадало 92,8 чоловіків;  на 100 жінок у віці від 18 років та старших — 83,3 чоловіків також старших 18 років.
Середній дохід на одне домашнє господарство  становив 49 770 доларів США (медіана — 37 656), а середній дохід на одну сім'ю — 65 341 долар (медіана — 59 167). За межею бідності перебувало 14,8 % осіб, у тому числі 23,6 % дітей у віці до 18 років та 10,9 % осіб у віці 65 років та старших.
Цивільне працевлаштоване населення становило 407 осіб. Основні галузі зайнятості: освіта, охорона здоров'я та соціальна допомога — 21,6 %, виробництво — 19,2 %, роздрібна торгівля — 14,7 %, транспорт — 10,6 %.